# Grammoptera andrei
Grammoptera andrei là một loài bọ cánh cứng trong họ Cerambycidae.